# Gladwyn Jebb
Hubert Miles Gladwyn Jebb, 1e Baron Gladwyn (Firbeck Hall, 25 april 1900 – Halesworth, 24 oktober 1996) was een prominent Brits politicus.
Hij was van oktober 1945 tot februari 1946 de eerste (waarnemend) secretaris-generaal van de Verenigde Naties, tot de benoeming van de eerste secretaris-generaal, Trygve Lie. Daarna werd hij ambassadeur van het Verenigd Koninkrijk bij de Verenigde Naties.
Na de beëindiging van zijn diplomatieke carrière werd hij in 1960 in de adelstand verheven als Baron Gladwyn. Hij werd lid van het Hogerhuis waar hij zich aansloot bij de liberale partij. Hij werd plaatsvervangend voorzitter van de liberale Hogerhuisfractie en woordvoerder voor Buitenlandse Zaken en Defensie. In 1979 was hij niet succesvol als kandidaat voor de verkiezingen het Europees Parlement.